# Třída Wicher (2024)
Třída Wicher (jinak též Projekt 106) je plánovaná třída víceúčelových fregat polského námořnictva, které jsou postaveny v programu modernizace námořnictva označeném jako Miecznik s cílem získat nové víceúčelové fregaty a zároveň poskytnout nové kompetence polskému loďařskému průmyslu. Jako platforma pro fregaty byl vybrán typ Arrowhead 140, který je derivátem dánských fregat třídy Iver Huitfeldt. Celkem je plánována stavba tří fregat tohoto typu. Jejich přijetí do služby je plánováno na roky 2029–2031. Fregaty budou představovat jádro polského námořnictva. Ve službě nahradí dvě starší americké fregaty třídy Oliver Hazard Perry a korvetu Kaszub.

## Stavba
Jako platforma pro polské fregaty byl zvolen typ Arrowhead 140 (AH140) od britské společnosti Babcock International, který je derivátem dánské třídy Iver Huitfeldt. Stejnou platformu zvolilo rovněž britské královské námořnictvo pro fregaty typu 31 Venturer a dále indonéské námořnictvo. V užším výběru naopak neuspěl typ MEKO A-300 PL německého koncernu Thyssenkrupp Marine Systems. Španělská třída Bonifaz od loděnice Navantia a německá třída Baden-Württemberg (F125) byly vyřazeny ještě dříve. Španělská nabídka kvůli vysoké ceně.
Stavbu fregat zajistí konsorcium PGZ-MIECZNIK vedené polským průmyslovým koncernem PGZ (Polska Grupa Zbrojeniowa). Jeho součástí jsou loděnice PGZ Stocznia Wojenna (PGZ SW), Remontowa Shipbuilding a společnosti Thales UK a MBDA UK. Náklady na stavbu fregat, výzbroj a logistickou podporu jsou odhadovány na 56 miliard Kč. Jde tak o největší jednorázový zbrojní kontrakt v historii polského zbrojního průmyslu. Výsledná cena navíc má být ještě vyšší. Zatímco prototypová fregata proto ponese plnou sestavu vybavení a výzbroje, její dvě sesterské lodě budou mít pro plnou konfiguraci přípravu, ale vybavovány budou dle potřeby.
Slavnostní první řezání oceli na prototypovou jednotku Wicher proběhlo 16. srpna 2023 v loděnici PGZ Stocznia Wojenna v Gdyni. Krátce předtím byla podepsána smlouva, na základě které má Polsko opci pro případnou stavbu dalších až pěti fregat. Prototyp má být dokončen roku 2028 a jeho sesterské lodě v letech 2030 a 2031. Kýl prototypu byl založen 31. ledna 2024. Stalo se 23 let od stavby posledního bojového plavidla v polských loděnicích, přičemž tehdejší ambiciózní program Gawron byl nakonec zredukován z šesti korvet na jedinou hlídkovou loď. Zároveň jméno Wicher odkazuje na roku 1930 dokončený stejnojmenný polský torpédoborec, první moderní plavidlo polského námořnictva.
Dne 5. května 2025 v loděnici PGZ SW proběhlo první řezání oceli na druhou jednotku Burza.
Jednotky třídy Wicher:
| Jméno       | Založení kýlu  | Spuštěna    | Vstup do služby | Status    |
| ----------- | -------------- | ----------- | --------------- | --------- |
| ORP Wicher  | 31. ledna 2024 | 2026 (plán) | 2029 (plán)     | ve stavbě |
| ORP Burza   |                |             | 2030 (plán)     | ve stavbě |
| ORP Huragan |                |             | 2031 (plán)     | objednána |

## Konstrukce
Fregaty budou vybaveny bojovým řídícím systémem Thales TACTICOS, multifunkčním radarem Thales Sea Master 400 Block 2, radarem Thales NS50 a střeleckým radarem Thales STIR 1.2 EO Mk2. Ponesou rovněž vrhače klamných cílů Terma C-Guard. Součástí sonarového kompletu je trupový sonar Thales Blue Hunter a vlečný sonar s měnitelnou hloubkou ponoru Thales CAPTAS-2. Bojový řídící systém ještě nebyl vybrán. Ve dělové věži na přídi je umístěn 76mm kanón OTO Melara Super Rapido vybavený kitem Strales pro využití naváděné munice DART. Doplní jej dva 35mm kanóny Oerlikon KDA v hlavňových systémech blízké obrany OSU-35K, dva 12,7mm kulomety v dálkově ovládaných stanicích ZSMU-1276 A3B a dva ručně ovládané 12,7mm kulomety WKM-B. Protiletadlovou výzbroj představuje 128 řízených střel MBDA CAMM uložených ve čtyřnásobných kontejnerech do 32násobného vertikálního odpalovacího zařízení Mk.41 ve středu. Je zde také úderná výzbroj představovaná osmi protilodními střelami RBS-15 Mk.3E s možností instalace dalších osmi. Dále budou na palubě dva trojhlavňové 324mm torpédomety B515/2V. Na zádi bude přistávací plocha a hangár pro vrtulník. Pohonný systém bude koncepce CODAD. Tvoří jej čtyři diesely MTU 20V 8000 M71, každý o výkonu 10 995 hp, pohánějící dva lodní šrouby se stavitelnými lopatkami. Energii dodají čtyři dieselgenerátory MTU 12V 4000 M53B, každý o výkonu 2215 hp. V přídi se nachází dokormidlovací zařízení TransverseThruster STT 4. Nejvyšší rychlost dosahuje 28 uzlů. Dosah je 9000 námořních mil při 18 rychlosti uzlů.